# Philip Vian
Pour les articles homonymes, voir Vian (homonymie).
Philip Vian devenu Sir Philip Vian est un officier britannique de la Royal Navy. Il sert pendant les deux guerres mondiales. Surtout connu pour des opérations risquées au commandement de destroyers il finira la Seconde Guerre mondiale à la tête d'une escadre de porte-avions et sa carrière comme cinquième lord de l'Amirauté.
Pendant sa carrière il a été coulé deux fois avec le destroyer Afridi puis avec le croiseur Naiad.

## Jeunesse
Vian nait le 15 juin 1894 à Londres. Il est le fils de Alsager et Ada Vian de Cowden Pound dans le Kent. Il rejoint la Royal Navy en tant qu'élève officier en mai 1907 et suit des cours aux collèges de la Royal Naval à Osborne et Dartmouth. Après l'école de Dartmouth, Vian s'embarque en 1911 pour les Antilles sur le croiseur école HMS Cornwall, mais le voyage est interrompu après que le bateau touche un récif en Nouvelle-Écosse et arrache 25 mètres de sa carène. La croisière se transforme alors en un long séjour en cale sèche à Halifax.
En 1912, en tant que midshipman, Vian rejoint le cuirassé pré-dreadnought HMS Lord Nelson (en) dans la Home Fleet. Il qualifie cette classe de navires "d'unités mal venues et biscornues" à l'armement disparate et plus lentes que les dreadnought. Il devient enseigne de vaisseau en mai 1914.

## Première Guerre mondiale
Au début de la Première Guerre mondiale, Philip Vian est maintenu sur le HMS Lord Nelson, qui compte tenu de son obsolescence reste à l'écart des combats à Portland. Il est déçu de cette situation. Le navire est ensuite affecté en Méditerranée pour combattre les Turcs ce qui le ravit. Hélas pour lui, il doit quitter ce cuirassé. D'octobre 1914 à septembre 1915, Vian sert sur le croiseur déjà ancien HMS Argonaut pour "d'interminables et stériles patrouilles" dans les eaux de l'Afrique de l'Est à la recherche du croiseur allemand Karlsruhe. Son grade de sous-lieutenant est confirmé en janvier 1915.
Insatisfait du manque d'action sur le HMS Argonaut, Vian use d'une promesse d'aide faite par William Fisher et embarque sur le HMS Morning Star un destroyer moderne et rapide (40 nœuds) lancé en octobre 1915. Sur ce bâtiment, il assiste à la bataille du Jutland sans que son unité y joue un rôle actif. En 1917, il est promu lieutenant commandant, après avoir été nommé lieutenant de vaisseau sur les destroyers HMS Ossory (septembre 1916) et HMS Sorceress (décembre 1917).

## Entre-deux-guerres
Après des cours de tir en 1916, 1918 et 1919 à l'école navale royale d'artillerie, Vian obtient un certificat de première classe en artillerie en octobre 1919. En dépit du fait qu'il prévoyait un service dans la mission militaire britannique dans le sud de la Russie, il est prêté à la Royal Australian Navy pendant deux ans à partir de janvier 1920 et sert en tant qu'officier artilleur à bord du HMAS Australia, navire amiral australien. Par mesure d'économie l'Australia est désarmé. Le gouverneur général propose à Vian un poste d'aide de camp à son état-major mais l'amirauté refuse au nom d'une "pénurie d'officiers canonniers". Il embarque alors sur le cuirassé HMS Thunderer utilisé pour l'entrainement des cadets. Il est ensuite affecté sur des cuirassés en Méditerranée avant d'embarquer sur le croiseur lourd HMS Kent, navire amiral de la station de Chine. En juin 1929 il est de nouveau promu et débarque pour deux années d'emploi à terre à l'Amirauté où il se livre sans enthousiasme à l'analyse des résultats de tirs. Le 2 décembre 1929 il épouse Marjorie Haigh à Withyham.
En 1932, il embarque sur le HMS Active en Méditerranée. Lors d'un accostage d'un navire-dépôt les superstructures du destroyer sont assez endommagées pour nécessiter un passage à l'arsenal. Reconnaissant l'erreur de manœuvre dans son rapport il est absous par l'amiral Wordsworth Fisher.
Il est promu capitaine de vaisseau en 1934. De retour en Angleterre avec la perspective de passer deux ans à terre il est "sauvé de cette calamité par Mussolini" qui attaque l'Abyssinie. Il retourne en Méditerranée pour prendre la tête de la nouvelle 19e flottille de destroyers défendant Malte. Sur le chemin du retour en juillet 1936 il est dérouté vers Vigo pour protéger les ressortissants britanniques et leurs biens des premiers combats de la guerre civile espagnole. Les civils britanniques n'ayant pas de raisons impératives de demeurer en Espagne sont embarqués sur les destroyers et ramenés en Angleterre. Lors de l'accostage à Portsmouth son destroyer rate l'accostage et doit refaire une deuxième approche sous les yeux du même amiral Wordsworth Fisher qui l'attendait sous la pluie.
Alors qu'il suit un cours à l'école supérieure de guerre il est contacté par le vice-amiral Lionel Wells pour devenir son capitaine de pavillon sur le croiseur HMS Arethusa navire-amiral de la troisième escadre de croiseurs en Méditerranée. En aout 1939 il est remplacé et débarqué pour une affectation à terre à l'école des mousses de Shotley dans le Suffolk.

## Seconde Guerre mondiale
Avant même d'avoir rejoint son nouveau poste il est dirigé vers Portsmouth pour prendre la tête d'une nouvelle flottille de destroyers sortis de la réserve et armés par des vétérans de la précédente guerre. Sa flottille, destinée à l'escorte des convois, est basée à Liverpool, port de commerce qui ne dispose d'aucune facilité pour assurer le soutien de navires de guerre. À bord du HMS Mackay, il arrive trop tard à la rescousse d'un pétrolier déjà coupé en deux par les torpilles d'un sous-marin qui a le temps de lui échapper d'autant que son ASDIC n'a pas résisté aux vibrations de l'antique destroyer lors de la pointe de vitesse vers la cible. Il achève le travail du sous-marin en coulant l'épave qui représente un danger pour la navigation.
Les escortes se faisant habituellement avec deux destroyers, la présence d'un capitaine de vaisseau et de son état-major en mer ne se justifiait plus et Philip Vian doit commander sa flottille depuis la terre. Il est remplacé à ce poste à la fin 1939.
Lionel Wells, devenu amiral, souhaite à nouveau l'avoir comme capitaine de pavillon sur le HMS Ark Royal mais le secrétaire à la marine préfère le nommer à la tête de la quatrième flottille de destroyers composées de bateaux récents de la classe tribal armés de huit canons de 120 mm en quatre tourelles et filant 36 nœuds.
Il commande sa flottille depuis le destroyer HMS Afridi du 1er au 18 janvier 1940 où le bateau doit subir des réparations. Il embarque alors sur le HMS Cossack.

### Altmark
En février 1940, Le capitaine Vian repère le pétrolier ravitailleur allemand Altmark. Celui est alors suspecté d'avoir à son bord 300 marins britanniques capturés sur les navires de commerce coulés par le Admiral Graf Spee. Lorsqu'il est localisé, l'Altmark est mouillé dans les eaux territoriales de la Norvège qui est un pays neutre. Le HMS Cossack est escorté par 2 torpilleurs norvégiens. Après avoir diplomatiquement contesté l'opposition des Norvégiens, Vian poursuit l' Altmark qui se réfugie à l'intérieur du Jøssingfjord, où il l'aborde et libère les captifs. Il s'agit là d'une violation de la neutralité norvégienne, tout comme l'emprisonnement des marins britanniques sur l'Altmark ; de nombreuses protestations s'élèvent et l'incident est souvent présenté comme un des facteurs déclenchant l'invasion de la Norvège par les Allemands plus tard dans l'année. Se déroulant dans une période calme de la guerre, l'incident est largement commenté en Grande-Bretagne. Vian est décoré de l'Ordre du Service distingué pour cette action réussie, et la citation est publiée dans un supplément du London Gazette le 9 avril 1940 (publié le 12 avril 1940) :
« Amirauté, Whitehall, 12 avril 1940.

Le ROI a été gracieusement satisfait de distinguer aux Ordres suivants, à l'Ordre du Service distingué :
Pour être un compagnon de l'Ordre du Service distingué :
Le capitaine Philip Louis Vian, de la Royal Navy, du H.M.S. Cossack ;

Pour sa remarquable capacité, détermination et ressource dans les préparatifs qui ont conduit à la libération de 300 prisonniers anglais du navire ravitailleur armé Altmark, et pour sa prudence, son commandement et la maîtrise de son navire dans des eaux étroites, de manière à l'amener le long de l'ennemi, et à l'aborder, alors que celui-ci cherchait à l'aveugler avec ses projecteurs, conduisant ses machines en avant toute puis en arrière toute, en essayant de l'enfoncer ou de l'échouer, risquant ainsi d'échouer ou de perdre le Cossack. »
— London Gazette, Supplément no. 34827 du 9 avril 1940
Les Allemands poseront dans le Jøssingfjord un panneau en allemand annonçant "C'est ici que le 10 février 1940 l'Altmatk a été coulé par un pirate anglais" alors que l'Altmark n'a pas été coulé lors de cette attaque.

### Norvège
Le 29 mars 1940 il rembarque sur l'Afridi réparé. Le transport du minerai de fer suédois à travers la Norvège préoccupant les Alliés l'opération franco-britannique de Narvik est montée pour débarquer un corps expéditionnaire à Narvik, Trondheim Bergen (Norvège) et Stavanger pour "couper la route du fer". Arrivée après les Allemands la marine anglaise parvient à dégager suffisamment Narvik pour qu'un débarquement soit possible mais le débarquement se fait à 60 km plus au nord laissant une marche d'approche harassante à des soldats non entrainés à évoluer dans la neige épaisse. Au bout de six semaines d'efforts ils occupent Narvik à la veille du rembarquement.
La Home Fleet disperse ses forces entre les opérations de Norvège et les patrouilles en mer du Nord pour empêcher le passage redouté de cuirassés allemands (trompée par un raid de diversion du Scharnhorst et du Gneisenau). Vian épuise son mazout et ses munitions anti-aériennes en patrouilles et raids avortés et doit retourner mazouter et se ravitailler à Scapa Flow. Il repart en accompagnant des navires transportant des approvisionnements pour le corps expéditionnaire dont un pétrolier chargé d'essence ne dépassant pas les cinq nœuds. Il remonte le Romsdalsfjord sur quarante miles pour arriver à Åndalsnes avec son encombrant fardeau le 27 avril et se voir prié de repartir avec tous les bateaux car l'évacuation a été décidée. Après une seconde et angoissante traversée du fjord il parvient à regagner la pleine mer et repart en Écosse avec son convoi. Il ravitaille à nouveau et repart à la tête de neuf destroyers pour escorter les croiseurs de l'amiral John Cunninghan chargés d'évacuer les troupes de Namsos. Appareillant le dernier de Namsos il ouvre le feu pour détruire les véhicules abandonnés puis rejoint l'escadre.
Le 3 mai 1940, le contre-torpilleur français Bison est coulé à 8 heures par des Ju87 et Ju88 allemands à environ 150 nautiques à l'ouest-nord-ouest de l'archipel de Vega. 139 marins trouvent la mort. L' Afridi et d'autres bâtiments d'escorte récupèrent les marins français rescapés. Vers 14 heures l'Afridi est attaqué à son tour et chavire en une quarantaine de minutes, emportant avec lui 49 marins britanniques, au moins 30 marins français et 13 soldats. Vian et les survivants seront secourus par le HMS Imperial.

### Retour sur le Cossack
Philip Vian rejoint le Cossack à Southampton où sont réparés les dommages causés par l'expédition de Narvik. Sa quatrième flottille escorte des convois en Atlantique avant d'être positionnée pour prévenir une éventuelle invasion (opération Seelöwe).
En automne 1940 il participe à une attaque nocturne de convois allemands ravitaillant leurs troupes près du phare d'Eigerøy. Utilisant l'artillerie principale et les torpilles contre les navires marchands et l'artillerie secondaire contre l'escorte, la flottille, composée des destroyers Cossack, HMS Ashanti, La Maori et Sikh, coule deux cargos, en incendie un autre et perd le contact avec le quatrième en un quart d'heure. Le combat avait été entravé par l'éblouissement et la fumée des départs de tirs qui ajoutaient à la noirceur de la nuit.

### Bismarck
Lors de l'échappée du Bismarck (opération Rheinübung) à partir du 21 mai 1941 et de sa poursuite par la Royal Navy, le capitaine de vaisseau Philip Vian qui commandait un groupe de cinq destroyers escortant le convoi WS 8 B n'est pas concerné par la traque du cuirassé allemand. Le 24 mai, les destroyers protégeant les grosses unités, à court de carburant, quittent la poursuite pour aller mazouter en Islande. Les groupes de poursuite se rapprochant des côtes françaises et des sous-marins et avions allemands qui y sont basés ont absolument besoin d'une escorte de destroyers pour améliorer leur sécurité.
Le Bismarck qui s'est rapproché à environ 300 miles du convoi WS 8 B remet Philip Vian en jeu pour la fin de la poursuite. Il abandonne sur ordre l'escorte du convoi pour rejoindre le HMS King George V avec son Cossack, accompagné du HMS Sikh et du HMS Zulu et envoie le HMS Maori et le destroyer polonais Piorun escorter le HMS Rodney. En route pour rallier les cuirassés son analyse du problème le convainc que la manière la plus efficace d'utiliser sa division est de harceler le Bismarck. Il change donc d'objectif sans avertir le King Georges V pour respecter le silence radio.
Un peu après 21 heures le 26 mai les cinq destroyers rejoignent le HMS Sheffield qui restait au contact du Bismarck, Vian lui demande le cap à suivre. Le Piorun est le premier à prendre contact avec le Bismarck qui ouvre le feu sur lui. Après une demi-heure d'échange de coups de canon (120 mm pour le polonais, 380 mm pour l'allemand) le Piorun se dégage. Pour Vian, il est évident que la mission principale de sa division de destroyers est de garder le contact avec le Bismarck afin de guider les grosses unités sur lui au lever du jour. La surveillance est prévue par quatre destroyers en carré autour du Bismarck.
Malgré la météo défavorable Vian tente malgré tout une attaque à la torpille avec ses destroyers pensant qu'ils seraient protégés par la nuit noire. Le Bismarck, tirant probablement au radar, réussit toute la nuit à tenir ses ennemis à distance les empêchant de mettre des torpilles au but et, chose plus grave, leur faisant perdre le contact au cours de leurs manœuvres d'esquive. À 5 heures, Vian donne au Piorun à court de mazout l'ordre de se retirer vers Plymouth. Isolé, le destroyer polonais sera attaqué et fortement endommagé par la Luftwaffe.
Au lever du soleil c'est le croiseur HMS Norfolk qui, fonçant vers le sud, se trouve en face du Bismarck et signale sa position au King Georges V et au Rodney qui passent à l'attaque. Bien que le Rodney soit ancien et en mauvais état (il a été détourné d'un voyage aux États-Unis où il doit être remis à neuf pour prendre part à la chasse et transporte des caisses de pièces détachées sur le pont) ses neuf pièces de 406 mm ont suffisamment de poids pour infliger des dégâts au Bismarck. Le King Georges V dispose lui de dix pièces de 355 au fonctionnement parfois capricieux. Ces deux "poids lourds", secondés par des croiseurs et destroyers coulent le Bismarck à 10h56.
Le Cossack, le Sikh et le Zulu escortent le King Georges V et le Rodney dans leur voyage de retour pendant que le Maori reste en arrière à la recherche de rescapés.

### Russie
Toujours sur le Cossack il est détaché à Plymouth à la tête d'une division de la quatrième flottille pour s'opposer aux attaques nocturnes par des destroyers et vedettes rapides allemands sur les convois anglais. Le capitaine de vaisseau Mountbatten qui l'a précédé dans cette mission lui indique que l'armement standard des destroyers manque de cadence de tir pour effectuer correctement cette mission il obtient de l'amiral Fraser (chargé des constructions et de l’armement) la livraison et l'installation de huit "pom-poms" supplémentaires à raison de deux sur chacun de ses quatre destroyers en moins de quarante huit heures. Il ne verra jamais les destroyers modifiés en action puisque promu contre-amiral fin juin il est convoqué le 12 juillet par le premier lord de la mer qui l'envoie sur le champ en Russie pour mettre en place la coopération maritime entre les deux pays.
Les Russes souhaitaient l'engagement de navires de surface dans la baie de Kola pour s'opposer au ravitaillement des forces allemandes. Pour les Anglais, cet engagement à une latitude où il n'y a quasiment pas de nuit en été et à moins de 50 kilomètres d'aérodromes tenus par la Luftwaffe dans des eaux infestées de U boote est impossible. Pour néanmoins satisfaire la partie russe des sous-marins anglais doivent gagner Poliarnye Zori dès que possible tandis qu'une force de surface gagnerait l'Arctique avec pour objectif les mines de charbon de Longyearbyenv et de Barentsburg.

### Arctique
Philip Vian embarque à Scapa Flow sur le croiseur HMS Nigeria pour commander le groupe K créé pour cette opération sans même avoir pu repasser par le Cossack. La force K comprend outre le Nigeria, le croiseur HMS Aurora et les destroyers HMS Punjabi et HMS Tartar.
À Longyearbynv les autorités locales ne veulent pas d'une occupation anglaise intermittente exposant la population à des représailles allemandes. Un contingent de 70 volontaires norvégiens est embarqué sur un navire charbonnier déjà chargé et qui appareille pour l'Angleterre. Le lieutenant de vaisseau R. Tamber, officier de liaison norvégien du groupe est nommé gouverneur militaire avec pour consignes de retarder le chargement des charbonniers allemands tout en continuant à diffuser par radio les rapports usuels et les messages météorologiques.
Le débarquement d'un détachement du Nigeria sur l'île des Ours trouve une station météorologique exclusivement occupée par des Norvégiens qui embarquent sur le Nigeria pendant que les installations sont détruites. Le silence de la station météo alarme les Allemands dont les hydravions de reconnaissance repèrent vite la force K qui faute de pouvoir profiter de la nuit pour se dérober aux attaques à venir se replie sur Scapa Flow.
Devant l'impossibilité de conserver des navires dans les fjords du Spitzberg pris par les glaces en hiver une occupation militaire est jugée trop risquée. Anglais et Russes s'entendent sur une évacuation des mineurs norvégiens vers l'Angleterre et des Russes vers Arkhangelsk et la destruction des mines. Chargé d'expliquer la décision au roi Haakon VII Philip Vian obtient outre la confirmation de la nomination du lieutenant de vaisseau Tamber, l'accord pour l'évacuation de la population, la seule limitation émise par le roi étant la demande de limiter les destructions des mines au minimum. Le roi s'abstient également de toute remarque au sujet de "l'incident de l'Altmark".
Il repart à bord du Nigeria, toujours accompagné de l'Aurora mais avec trois nouveaux destroyers (HMS Icarus, HMS Antelope et HMS Anthony) et le paquebot Empress of Canada chargé de soldats canadiens devant détruire les mines. À Barentsburg l'embarquement des mineurs est rapide mais la destruction du stock de vodka prend plus de temps et il faut "porter à bord" les hommes chargés de cette destruction. Le Nigeria et l'Empress of Canada embarquent les mineurs russes et les déposent à Arkhangelsk avant de rejoindre le reste du groupe à Longyearbynv ou le gouverneur militaire mis en place par Vian joue un double jeu dangereux avec les Allemands puisqu'il les informe consciencieusement du départ des charbonniers dument chargés en "oubliant" de signaler qu'ils appareillent pour l'Angleterre. Outre trois charbonniers "détournés", un brise-glace, un baleinier, un remorqueur et deux chasseurs de phoques prennent la route de la Grande-Bretagne.
Ses navires de guerre et le paquebot appareillent le 3 septembre. Il est informé par l'amirauté de la probable arrivée d'un convoi allemand dans le Hammer fjord et incité à l’intercepter. Bien que les destroyers soient plus adaptés à la navigation dans les espaces étroits du fjord ils sont également plus adaptés à la protection anti-sous-marine du paquebot transportant les soldats. Vian choisit de tenter l'interception avec ses croiseurs.
L'approche de l'objectif est facilitée par les quelques heures de nuit de septembre et une tempête soufflant du nord. Fonçant dans la grosse mer et la semi-obscurité les deux croiseurs entrent dans le fjord à l'estime et se retrouvent face au convoi allemand sur lequel ils ouvrent le feu. Le Nigeria passe si près d'un navire ennemi qu'il ne peut tirer dessus. Juste après il coupe en deux le croiseur école Bremse qui commandait l'escorte et coule aussitôt.
Bien que la situation du Nigeria soit précaire : engagé dans le fjord avec son avant défoncé et un retour en Angleterre à faire face à la grosse mer, le reste de la courte nuit et la navigation dans les eaux plus calmes du fjord permettent de renforcer les cloisons suffisamment pour qu'elles tiennent face à la tempête. La mauvaise visibilité durant la matinée suivante permet aux croiseurs de passer inaperçus et de rentrer sans autre incidents.

### Méditerranée
Après la dissolution de la force K il est envoyé à Alexandrie Pour prendre le commandement d'une quinzième escadre de croiseurs réduite à trois bâtiments, le HMS Naiad, le HMS Galatea et le HMS Euryalus. Philip Vian embarque sur le Naiad.
Envoyé avec ses croiseurs pour reconnaitre le port de Derna pour savoir s'il contient des navires en cours de déchargement il trouve plus logique de prendre les devants et de ne pas attendre d'avoir été repéré et pris à partie par les batteries de côte et la Luftwaffe. Ses navires ouvrent le feu à 7h30 sur un cargo en cours de déchargement et cessent le feu à 7h50 en quittant les lieux. À partir de 8h15 jusqu'à 12h20 une trentaine d'avions bombardiers ou torpilleurs attaquent l'escadre pendant son retour à Alexandrie. Le commandant en chef d'Alexandrie lui reproche d'avoir outrepassé ses ordres et ouvert le feu et, par là même, provoqué les attaques aériennes.
Vers la mi-décembre 1941 il mène une attaque contre un convoi de ravitaillement italien il perd le Galatea torpillé par le U-557 mais le convoi italien rebrousse chemin craignant la présence de cuirassés britanniques parmi les assaillants.

#### Convois vers Malte
L'île de Malte est le principal obstacle au ravitaillement de l'Afrika Korps. Ses avions torpilleurs et ses bombardiers bien que peu nombreux prélèvent une grande partie du tonnage envoyé. Pierre Clostermann écrira "Malte, petit ilot de deux cents kilomètres carrés isolé par la défaite de la France en 1940..., était une douloureuse épine plantée dans la chair de l'Axe. Cette piqure dégénéra en abcès purulent et l'Afrika Korps, malgré le talent de Rommel, en mourut".
Le nombre restreint de destroyers présents à Alexandrie ne permet pas de fournir une escorte suffisante aux cuirassés disponibles et en même temps au transport HMS Breconshire qui doit ravitailler l'île. Vian se charge donc de l'escorte du ravitailleur avec les trois croiseurs de son escadre renforcés par le croiseur anti aérien HMS Cairo et six destroyers. Deux autres croiseurs et six destroyers doivent venir à leur rencontre depuis Malte. Vian appareille le 15 décembre 1941 et rejoint les autres navires le 17. Comme prévu ils subissent de nombreuses attaques aériennes. Par contre, la rencontre avec la marine italienne sortie en force avec trois cuirassés, des croiseurs lourds et des destroyers pour accompagner un de ses convois n'est pas prévue du tout. Canonnant l'escadre britannique avec ses pièces de 380 mm et 203 mm l'escadre italienne se rapproche avant de rompre le combat lorsque les Anglais ripostent. Laissant le Breconshire et les navires de Malte continuer vers l'île Vian retourne à Alexandrie qu'il atteint dans la nuit du 18 au 19 décembre. Profitant de l'ouverture du barrage extérieur pour laisser rentrer l'escadre, trois Maiale italiens pénètrent dans le port et coulent les cuirassés HMS Valiant et HMS Queen Elizabeth et endommagent un navire citerne et un destroyer.
L'armée de terre progressant en direction de la Tunisie nombre d'aérodromes auparavant utilisés par la Luftwaffe accueillent désormais la Royal Air Force qui a la capacité de mieux protéger une partie du trajet des convois. Le HMS Glengyle, un transport militaire auxiliaire escorté par la quinzième escadre de croiseurs et destroyers profite de cet état de fait pour un aller-retour vers Malte sans autres inconvénients que le mauvais temps.
La contre-attaque de Rommel le 21 janvier 1942 provoque l'effet inverse : les aérodromes aux mains des Allemands permettent de harceler les convois entre Alexandrie et Malte sur quasiment tout le trajet.
Le 12 février 1942 trois cargos appareillent d'Alexandrie escortés par les forces navales d'Alexandrie : Les croiseurs Naiad, Dido, Euryalus et Carlisle accompagnés de la quatorzième et de la vingt-deuxième flottille de destroyers. Dès le lendemain le nombre des attaques aériennes impose un rationnement des munitions anti aériennes pour tenter de les faire durer pendant tout le trajet. Au soir, le cargo Clan Campbell est touché et doit retourner à Alexandrie. Le 14, le cargo Clan Chattan est coulé. Un seul cargo, le Rowallan Castle atteint le point de rendez-vous avec le convoi de retour de Malte qui subit aussi des attaques aériennes. Les deux escortes échangent comme prévu les bateaux marchands escortés. Vian retourne à Alexandrie sans encombre avec le Breconshire et deux cargos vides. Le Rowallan Castle continue sur Malte escorté par le Penelope et les autres navires venus de Malte. La Luftwaffe concentre ses efforts sur le seul cargo susceptible de ravitailler Malte et parvient à l'endommager suffisamment pour que ce soit son escorte qui soit obligée de le couler.
Malgré cet échec complet l'action de Malte est tellement importante en Méditerranée qu'un autre convoi est jugé indispensable quel qu'en soit le coût.
Le 9 mars Vian sur le croiseur Naiad et accompagné des croiseurs Dido et Euryalus et de neuf destroyers repart à la rencontre du croiseur Cleopatra et du destroyer Kingston. La protection des Bristol Beaufighter basés en Égypte aide à repousser les nombreuses attaques aériennes italo-allemandes. En approchant d'Alexandrie, un sous-marin allemand torpille le Naiad qui chavire en vingt minutes. Repêché une demi-heure plus tard par un de ses destroyers Vian regagne Alexandrie.
Le 15 mars sa flottille part sans lui pour un raid sur Rhodes pendant qu'il s'occupe de reconstituer sa garde-robe.
Le 20 mars, embarqué sur le Cleopatra il mène un nouveau convoi à destination de Malte. L'escorte est constituée des croiseurs Cleopatra, Euryalus, Dido et Carlisle et de quinze destroyers dont six classe Hunt plus petits. Le convoi est constitué de trois cargos : Talabot, Pampas, Clan Campbell et du transport Breconshire. Une intervention de la flotte italienne bien que redoutée ne devrait pas avoir lieu avant le soir du 22. Les chasseurs à grand rayon d'action venant d’Égypte sont chargés de neutraliser les reconnaissances aériennes de l'Axe mais la vue de quatre transports de troupes allemands dans l'après-midi du 21 laisse penser que ceux-ci ont également repéré le convoi britannique et alerté la marine italienne. Le sous-marin HMS P36 repère la sortie de la flotte italienne de Tarente. L'escadre est composée du cuirassé Littorio, de deux croiseurs lourds, de trois croiseurs légers et de destroyers.
Le croiseur Penelope et le destroyer Legion venus de Malte rejoignent le groupe le 22 à l'aube juste avant le début des attaques aériennes. Vers 14h10 (soit deux heures avant l'heure prévue) l'Euryalus signale l'approche de navires ennemis. Laissant le Carlisle et les six Hunt en protection rapprochée du convoi, Vian se dirige vers les navires italiens en faisant un écran de fumée pour dérober le convoi aux vues ennemies. La formation adverse n'est composée que d'un croiseur lourd et de trois croiseurs légers et vient de Messine. Après une demi-heure d'échange d'artillerie les bateaux italiens se retirent vers le nord. Vian rejoint le convoi fortement attaqué par l'aviation et faisant une consommation effrénée de munitions anti aériennes. Heureusement l'attaque prend fin peu après le regroupement des bateaux anglais.
À 16h40 les bateaux italiens reparaissent accompagnés de la division venant de Tarente. La balance des forces est nettement à l'avantage de la marine italienne qui aligne un cuirassé de 35 000 tonnes, trois croiseurs lourd et six croiseurs légers (les destroyers italiens n'avaient pas pu suivre le rythme des grosses unités dans le gros temps) contre cinq croiseurs léger et seize destroyers.
Bien que gênée par un obus reçu par le Cleopatra qui lui tue un officier et quatorze marins et met sa radio hors service l'escadre anglaise met en application la tactique prévue par Vian. Bien aidée par le vent qui porte sur l'escadre italienne l'escadre tend un rideau de fumée qui masque le convoi et ses défenseurs, le radar permettant de localiser les navires italiens et de sortir du nuage à volonté pour des attaques au canon ou à la torpille. Vers 18h45 le lancement simultané par les destroyers de 25 torpilles en direction du cuirassé et des croiseurs italiens, bien qu'infructueux provoque le dérobement de l'escadre italienne et son départ définitif du champ de bataille. La plus grande partie de l'escadre d'Alexandrie, à court de mazout et de munitions se retire vers son port laissant une partie des classe Hunt escorter les navires marchands qui naviguent isolément vers Malte. Le temps perdu pendant l'affrontement empêche les navires marchands d'atteindre la Valette avant le jour. Le Clan Campbell est coulé à 20 miles du port par l'aviation et le Breconshire doit s'échouer pour ne pas couler. Les deux cargos survivants seront coulés deux jours plus tard dans le port de la Valette.
Deux destroyers italiens coulent dans la tempête pendant leur retour et le Littorio embarque plusieurs milliers de tonnes d'eau, officiellement à cause du gros temps, mais Vian écrira "Il me plait de croire qu'une partie de ces dommages, attribués au mauvais temps, furent imputables à nos projectiles et à nos torpilles".
À la suite de cette action, Philip Vian est anobli.
En avril et mai 1942 les attaques aériennes sur l'île de Malte ont grandement amoindri son action contre le ravitaillement de l'Afrika Korps qui, renforcé, occupe toute la côte jusqu'à menacer Alexandrie et limiter les capacités d'action des unités de la Royal Navy qui y sont basées. Une division de destroyers composée des HMS Jervis, HMS Kipling, HMS Lively et HMS Jackal sortant pour intercepter un convoi italien est assaillie dès sa sortie du port par des bombardiers en piqué et perd trois unités. Seul le Jervis rentre au port chargé de survivants.
En juin l'amiral Harwood décide de tenter une double opération de ravitaillement de Malte par des convois partant de Gibraltar et d'Alexandrie malgré la grande exposition du convoi d'Alexandrie aux attaques aériennes et maritimes. Le port étant constamment épié l'intervention des navires de surface italiens est prévisible dès l'aube du troisième jour et seule la présence d'un barrage de sous-marins et de quelques bombardiers Vickers Wellington et torpilleurs Bristol Beaufort venant de Malte permet d'espérer éviter l'interception.
Le convoi appareille le 13 juin et subit aussitôt des attaques incessantes par avions et vedettes rapides. En deux jours quatre cargos doivent rebrousser chemin ou sont coulés. Les destroyers HMS Hasty et HMS Airedale coulent aussi alors que les HMS Newcastle et HMS Birmingham sont endommagés. Bien évidemment, ces attaques continuelles ont une influence néfaste sur le stock de munitions qui ne permet plus d'atteindre Malte. Comme, par ailleurs, les opérations de retardement de la flotte italienne n'ont pas eu d'effets l'amiral Harwood préfère ordonner le retour du convoi. Pendant de temps, le convoi de Gibraltar a plus de succès et deux de ses cargos atteignent Malte.
En aout, Vian appareille avec tous les bateaux disponibles et un faux convoi pour faire diversion au passage d'un vrai convoi. Il rebrousse chemin comme prévu au bout de deux jours.
Il est remplacé le 12 septembre 1942 par le contre-amiral Arthur Power. Il rentre en Angleterre par avion mais contracte le paludisme vraisemblablement pendant une escale prolongée en Gambie.

### Opérations Husky et Avalanche

#### Du Cossack au Cossac
En avril 1943, une fois suffisamment rétabli il est affecté au Chief Of Staff to Supreme Allied Command (COSSAC) en tant que délégué de la marine. Il ne rencontrera qu'une fois le général Frederick E. Morgan chef de cet organisme chargé d'étudier le débarquement en France qui plaisante sur l'homophonie entre l'ancien destroyer de Vian et l'organisme. Vian dit avoir des doutes sur ses capacités à se projeter suffisamment pour anticiper les problèmes à venir. Il n'aura pas le temps d'en savoir plus puisqu'à la suite du décès de Philip Mack dans un accident d'avion. Il est convoqué par le Premier Lord de la Mer Sir Dudley Pound qui l'envoie vers la Clyde pour reprendre le commandement de la Force V, un groupe amphibie en cours d'entrainement en vue du débarquement en Sicile. L'entrainement des troupes se termine à mi-juin.

#### Débarquement de Sicile
Embarqué sur le HMS Hilary il va retrouver une Méditerranée que les victoires de la 8e armée britannique et les débarquements en Afrique du Nord ont débarrassée de la supériorité aérienne et maritime de l'Axe.
Sept groupes d'assaut doivent converger vers la Sicile depuis les États-Unis, l'Afrique du Nord, l'Angleterre et l’Écosse. Vian, pour sa part, a la responsabilité d'arriver au rendez-vous à l'heure H en appareillant d’Écosse. Son groupe est articulé en deux convois (un rapide avec 12 transports de troupes et un lent avec 18 bateaux transportant des blindés et de l'armement) devant arriver pour l'heure H et deux autres convois (rapide et lent) chargés de renforts et d’approvisionnement. Le 27 juin le premier convoi lent quitte l’Écosse, le 28 c'est le tour du convoi rapide dont fait partie le Hilary portant Vian. Si le convoi rapide effectue sa traversée sans encombre le convoi lent verra trois de ses navires coulés par des sous-marins. Le convoi rapide arrive au point prévu à l'heure prévue. Le débarquement a lieu à l'aube du 10 juillet 1943. Malgré la pleine lune éclairant l'immense flotte présente devant l'île, les soldats italiens sont surpris et ne se défendent que très peu et la seule résistance sérieuse est opposée par la garnison allemande de Pozzallo qui, prise à partie par l'artillerie des HMS Blankney et HMS Brissenden, évacue la ville dans l'après-midi du 11. C'est un détachement des deux destroyers qui reçoit la reddition de la ville.
Le convoi lent arrive à J+3. Son déchargement par l’intermédiaire de LCT et de LCM prendra neuf jours à l'issue desquels le dispositif de mise à terre sur les plages est levé puisque les ports de Syracuse et Augusta sont aux mains des Alliés.

### Débarquement de Salerne
Le succès rapide et peu couteux en Sicile libère des hommes et du matériel il est possible d'envisager une attaque sur la botte de l'Italie principalement vue comme une manière d'écarter un maximum de troupes allemandes des côtes normandes. Le golfe de Salerne retenu pour le débarquement a l'inconvénient d'être trop loin des aérodromes siciliens ce qui réduit la densité de la couverture aérienne sur la tête de pont.
Un groupe de cinq porte-avions HMS Unicorn, HMS Battler, HMS Attacker, HMS Hunter et HMS Stalker accompagnés de trois croiseurs HMS Euryalus, HMS Scylla et HMS Charybdis et de dix destroyers est formé ; il reprend le nom de "Force V" et Vian est nommé à sa tête. Il embarque le 27 aout 1943 sur le croiseur Euryalus. Son groupe doit opérer dans l'espace restreint du golfe de Salerne et le principal problème est de replacer des porte-avions assez lents de manière à avoir un temps suffisant de navigation vent de face pour lancer ou recueillir les avions. La force V appareille de Malte le 8 septembre.
Bien que l'Italie ait capitulé, la Wehrmacht a le temps de reprendre la défense en main, de miner les plages et de creuser des fossés anti chars. Le commandant des forces terrestres alliées ayant refusé un bombardement préalable des défenses pour préserver une improbable surprise, les troupes débarquées à l'aube du 9 septembre se trouvent face à un ennemi mordant, bien retranché, bien armé et le débarquement prend du retard. L'intervention du groupe de porte-avions devait initialement être limitée au 10, date à laquelle l'aérodrome de Montecorvino devait être utilisable. En fait, la force V ne peut envoyer ses 36 avions restants à terre que le 12 sur une piste aménagée par le génie à côté de Paestum. La force V devenue inutile se retire. Seuls ses croiseurs participeront à la suite du combat notamment en transportant des renforts depuis Tripoli.
La force V est la première utilisation d'un groupe de porte-avions. Elle met en lumière le fait que les porte-avions d'escorte sont trop petits pour une utilisation intensive. Les Seafire, version navalisée du célèbre Spitfire, souffrent beaucoup lors des atterrissages sur ces petites plate-formes. L'incident le plus fréquent étant le contact de l'hélice de l'avion avec le pont ce qui détruit l'hélice à coup sûr et endommage plus ou moins le moteur. Le capitaine de vaisseau Henry McWilliam, commandant du Hunter propose de raccourcir les pales d'hélices de 23 centimètres. Vian lui fait confiance et autorise l'opération qui se soldera par une baisse très nette du nombre d'incidents.
Le 16 septembre, le maréchal Kesselring autorise le repli des forces côtières soumises aux bombardements des navires. Le 20 septembre la force V est dissoute, ses porte-avions retournent à leur tâche habituelle de protection des convois et Philip Vian retourne en Angleterre pour la préparation de l'opération Overlord.

### Normandie
D'abord nommé "adjoint au commandant en chef" commandant toutes les forces navales engagées dans Overlord sous l'autorité d'un amiral américain il change de titre quand l'ensemble des navires est scindé en deux Task forces une "Est" commandée par Vian et une "Ouest" commandée par le contre-amiral Kirk. Après huit mois de travaux préparatoires Vian embarque sur le HMS Scylla muni d'un radar perfectionné et de moyens de communications renforcés. Le 5 juin à 16h30 le croiseur appareille pour gagner la "position Z", nom de code du point de rendez-vous des navires au sud de l'île de Wight. Le nom de code est rapidement et officieusement transformé en Piccadilly Circus par les participants.
Depuis son croiseur il suit les différents problèmes inhérents aux opérations de débarquement la journée. La nuit, le croiseur se poste au coin nord-ouest d'un barrage protégeant la flotte constitué de dragueurs ancrés sur une ligne parallèle à la côte pour assurer la veille radar.
Le 23 juin, en gagnant son poste nocturne, le Scylla provoque l'explosion d'une mine à pression qui lui inflige de gros dégâts sans le couler (il sera jugé irréparable). Il est remorqué vers l'Angleterre pendant que Vian et son état-major embarquent sur le HMS Hilary.
Le 30 juin, l'amiral Bertram Ramsay décide de mettre fin à l'opération Neptune (la composante navale d'Overlord) et Vian retourne en Angleterre. Il est fait Chevalier de l'Ordre du Bain et il est affecté au commandement d'une escadre de porte-avions rapides dans le Pacifique.

### Flotte britannique du Pacifique
Après le support américain apporté aux opérations européennes le gouvernement britannique désirait "renvoyer l'ascenseur" lors des opérations contre le Japon. Lors de la conférence Sextant au Caire en novembre 1943 les états-majors s'entendent sur la mise en action d'un détachement naval britannique dans le Pacifique. Sur place, côté américain, cette participation n'est pas accueillie avec enthousiasme. Entre l'envie de régler le compte du Japon sans aide extérieure et la nécessaire adaptation de la flotte anglaise à un théâtre d'opération aussi vaste. Ernest King commandant en chef de la marine américaine et Chester Nimitz commandant en chef dans le Pacifique craignent que la mise au point d'un système de ravitaillement autonome des Anglais (semblable à celui mis en place par l'US Navy depuis Pearl Harbor) ne prenne trop de temps.
Effectivement, la mise en place d'une telle flotte de transport est un problème de poids pour une marine marchande britannique saignée par quatre années de guerre et alors que la construction des navires marchands est assurée par les États-Unis avec les Liberty ship. De plus, l'avance américaine dans le Pacifique éloigne de plus en plus la zone de combats de la base anglaise prévue à Sydney augmentant ainsi le nombre de navires nécessaires.
En aout 1944 le vice-amiral H.B. Rawling prend le commandement de l'escadre et Vian le commandement du groupe aéronaval constitué des HMS Indefatigable, HMS Illustrious, HMS Victorious et HMS Indomitable.
Les porte-avions sont majoritairement équipés d'avions américains dont l'endurance et la solidité accroissent la valeur du groupe aéronaval. Seul l'Indefatigable est encore majoritairement équipé des fragiles Seafire.

### Sumatra
Le groupe appareille le 19 novembre 1944 pour l'océan Indien car la logistique en Australie n'est pas encore en place. La réalisation de plusieurs raids aériens sur les raffineries de Sumatra permet de toucher un point sensible de l'effort de guerre japonais tout en entrainant les équipages. Le vice-amiral Rawling gravement malade, c'est Philip Vian qui assure le commandement de l'escadre.
La première attaque est exécutée par un groupe comprenant les porte-avions Indomitable et Illustrious escortés de trois croiseurs et cinq destroyers. Le 20 décembre 27 Grumman TBF Avenger chargés de bombes de 250 kg et escortés de 28 Chance Vought F4U Corsair et Grumman F6F Hellcat décollent des bateaux placés à l'entrée du détroit de Malacca pour aller bombarder la raffinerie de Pangkalan Brandan. L'objectif principal étant caché par les nuages les avions attaquent le port de Belawan sans opposition de la chasse japonaise et contre une faible réaction de la DCA. Ils rentrent sans pertes. Après un raid des chasseurs embarqués sur des terrains d'aviation de l'île de Sabang et le port de Kota Raja l'escadre rentre à Ceylan.
Une deuxième attaque a lieu sur la même cible deux semaines plus tard avec trois porte-avions, l'Indomitable, le Victorious et l'Indefatigable. Les chasseurs lancés les premiers neutralisent les terrains d'aviation à proximité de la cible ce qui permet aux Avenger et leur escorte d'incendier la raffinerie pour la perte d'un seul avion dont l'équipage est secouru.

### Indonésie
Le 16 janvier 1945 la flotte constituée des quatre porte-avions, du cuirassé HMS King George V, des croiseurs HMS Argonaut, HMS Black Prince et HMS Euryalus et de dix destroyers quitte Ceylan en direction de Sydney. En chemin est prévu un raid contre Palembang.
Le 24 janvier, après 24 heures de retard à cause de la météo, quarante trois Avenger chargés de bombes et accompagnés d'une forte escorte de chasse partent pour la raffinerie de Pladjoe. D'autres chasseurs décollent ensuite pour neutraliser les terrains de la chasse japonaise. Des ballons de barrage, des canons anti aériens et quelques chasseurs japonais gênent le bombardement qui endommage quand même sérieusement les installations. Lors du retour les avions anglais sont en butte à la DCA et aux chasseurs japonais. Les pertes anglaises sont de six Corsair, Deux Avenger et un Hellcat.
Pour la deuxième attaque le plan est amendé : les chasseurs chargés d'attaquer les terrains japonais sont lancés avant les bombardiers pour neutraliser la chasse japonaise au sol, la route de retour est modifiée pour éviter les concentrations de DCA et la protection aérienne des porte-avions est renforcée puisque désormais les Japonais ne peuvent plus ignorer leur présence.
L'attaque est lancée le 29 janvier avec plus de cent avions. Les chasseurs destinés aux attaques des terrains d'aviation trouvent la chasse japonaise déjà en vol et doivent combattre en l'air.
Malgré l'attaque des ballons de barrage par les chasseurs d'escorte avant que les bombardiers ne piquent sur leur objectif deux Avenger heurtent les câbles de ballons restants et s'écrasent. La raffinerie est malgré tout sévèrement touchée. Les aviateurs anglais revendiquent trente avions japonais abattus en vol et trente huit détruits au sol. Les Anglais perdent quarante et un avions.
L'attaque aérienne japonaise prévue sur la flotte a bien lieu mais seuls deux bombardiers bimoteurs trouvent l'escadre et sont abattus par la DCA sans faire de dégâts. Douze hommes de l'Illustrious sont tués et vingt et un blessés par le tir de l'Indomitable.
À court de carburant la flotte anglaise doit reprendre le chemin de l'Australie où elle arrive le 10 février 1945. L'amiral Rawling, rétabli, reprend le commandement.

### Okinawa
Face à l’impossibilité technique de la création d'une base opérationnelle anglaise dans les Philippines et au peu d'enthousiasme des Américains face à cette installation les Anglais acceptent de partager les installations américaines de Manus à 3 500 miles de Sydney, distance immense au regard des moyens de transports britanniques disponibles dont des pétroliers trop petits et trop lents.
Malgré tout, la flotte appareille le 28 février pour Manus sous le commandement de l'amiral Rawling. À Manus seuls 27 navires de fret sont arrivés au lieu des 69 attendus, les autres étant retardés par une grève des dockers de Sydney. Les Anglais voulaient participer aux actions contre le Japon mais l'amiral américain King lutte pied à pied pour tenter d'affecter la flotte anglaise à la 7e flotte américaine attaquant Bornéo. Finalement il accepte le 18 mars d’intégrer l'escadre anglaise à le 5e flotte américaine qui doit attaquer Okinawa. L'escadre rallie Oulithi dans les îles Carolines y mazoute et repart le 23 mars au matin.
La 5e flotte américaine est partagée en Task Forces elles-mêmes subdivisées en Task Groups. Les porte-avions rapides sont intégrés à la Task Force 58 en quatre Task Groups. L'escadre anglaise, bien que comparable par la taille à un Task Group, est baptisé Task Force 57 et reste sous les ordres de l'amiral Rawling.
Pour l'attaque contre Okinawa, les Américains doutant de la possibilité pour la Task Force 57, peu expérimentée et formée de bateaux trop lents, d'opérer en liaison avec la flotte américaine, lui confient des attaques d'objectifs séparés. Les Américains attaquent les aérodromes de Kyūshū le 18 mars puis directement Okinawa à partir du 23 mars. Les Anglais, retardés par les hésitations de l'amiral King n'arrivent en position de lancement que le 26 mars au matin. Des attaques sont lancées le 26 sur les aérodromes de Ishigaki-jima et de Miyakoshima sans grand résultat car s'ils sont bien défendus par la DCA, ils n'abritent pas beaucoup d'avions et les pistes en corail sont faciles à réparer. La TF 57 multiplie les opérations pendant quelques jours avant de se replier pour ravitailler en mer. Les attaques aériennes japonaises sont infructueuses jusqu'au premier avril ou un bimoteur kamikaze parvient à s'écraser au pied de l'ilot de l'Indefatigable tuant ou blessant des marins. Le pont blindé des porte-avions britanniques limite les dégâts sur le porte-avion qui reprend son service après quelques heures. Le 6 avril un autre kamikaze rate de peu l'Illustrious et heurte l'ilot avec son aile avant de plonger dans l'océan.
Pendant ce temps, la TF 58 est soumise devant Okinawa à des attaques de centaines d'avions dont une bonne partie de kamikazes qui causent d'importants dégâts à la flotte au point de mettre en péril la suite de l'action. Malgré les appels de l'amiral Raymond Spruance le général MacArthur refuse d'utiliser l'aviation terrestre pour recouvrir d'un tapis de bombe les aérodromes de Formose d’où partent les attaquants les plus redoutables pour la flotte. La TF 57 est chargée de ce travail malgré la faiblesse de ses effectifs. des attaques le 12 et 13 avril ont suffisamment de succès pour que les Japonais retirent une partie de leurs avions de l'attaque de la TF 58 afin de tenter de neutraliser le TF 57. Vian qui devait se replier le 13 pour ravitailler ses bateaux propose d'enchainer une deuxième période opérationnelle si les pertes en avions continuent à être faibles. La TF 57 mazoute en mer le 14 et le 15 avril avant de refaire une période offensive de trois jours avant de devoir se replier faute de nouvelles possibilités de mazouter (les pétroliers, trop petits, sont vides et repartis) sur Leyte.
L'Illustrious devant subir une importante révision part pour l'Angleterre et est remplacé par le HMS Formidable. Après ravitaillement les porte-avions regagnent leur poste. Les cuirassés King Georges V et HMS Howe et une escadre de croiseurs partent bombarder les terrains de Miyaka. Les Japonais exploitent cet affaiblissement de la défense aérienne de la TF 57 pour multiplier les attaques. Un kamikaze s'écrase sur le Formidable tuant ou blessant cinquante hommes et détruisant onze avions. Le trou dans le pont d'envol est vivement réparé et six heures après le Formidable recommence sa mission. L'Indomitable sur lequel est embarqué Vian est aussi touché par un kamikaze qui rebondit sur le pont avant l'explosion de sa bombe. Il endommage malgré tout le radar. Un autre kamikaze s'écrase juste à côté de l'Indomitable. Le retour de l'artillerie anti-aérienne des cuirassés, des croiseurs et des destroyers met fin aux attaques.
Le 9 mai, après un nouveau mazoutage à la mer, la TF 57 reprend son poste. Le Formidable est encore atteint sur l'arrière de son pont d'envol par un kamikaze qui détruit dix-huit avions. Il peut reprendre ses opérations moins d'une heure plus tard mais ne dispose plus que de quatre bombardiers et onze chasseurs. Le Victorious est atteint successivement par deux kamikazes.
Le 25 mai la victoire à Okinawa permet d'alléger le dispositif maritime et la TF 57 retourne à Sidney après soixante deux jours en mer coupés d'une semaine d'escale de ravitaillement à Leyte. Le 27 mai l'amiral William F. Halsey remplace l'amiral Spruance à la tête de la 5e flotte qui, sans changement de composition, devient la 3e flotte. Tous les éléments de la flotte sont aussi renumérotés avec un 3 en premier chiffre. La TF 57 devient la TF 37.

### Opérations contre le Japon
Après une période de réparations à Sidney et à Manus la TF 37 ou le HMS Implacable a remplacé le L'Indomitable envoyé en refonte, appareille pour rejoindre la 3e flotte pour les attaques contre le Japon. Un accord local entre l'amiral anglais Rawling et l'amiral américain Halsey place la TF 37 sous les ordres d'Halsey, commandant de la TF 38 et le 16 juillet 1945 l'escadre britannique est, de fait, incorporée à la 3e flotte malgré des navires quatre nœuds moins rapides que leurs homologues américains et, en partie, équipés d'avions anglais moins solides et avec un rayon d'action plus faible.
Les opérations contre les îles principales du Japon commencent le 17 juillet. Les Anglais sont plutôt cantonnés aux attaques d'aérodromes et a la destruction des avions alors que les Américains prennent pour cible les derniers navires de guerre japonais qui, bien qu'inutilisables faute de carburant, pourraient servir de monnaie d'échange lors des négociations de paix à venir. La décision d'écarter les Anglais est clairement politique et vise à ne pas leur permettre de revendiquer la moindre participation à la destruction de la flotte japonaise.
Le 10 aout, le lendemain du bombardement de Nagasaki les attaques contre la flotte par bombardiers et kamikazes connaissent une recrudescence. La flotte anglaise aurait dû se replier sur Sydney le même jour mais l'imminence de la capitulation japonais pousse Rawling à accepter la proposition de Halsey de rester deux jours de plus. Le 12, les deux amiraux profitent d'un mazoutage au même pétrolier pour se rencontrer et décider de la présence d'un détachement symbolique anglais jusqu'à la fin des opérations. Le détachement comprend le HMS King George V, le HMS Indefatigable, le HMS Gambia, le HMS Newfoundland et dix destroyers. Il est commandé par l'amiral Rawling. Les autres navires anglais rentrent en Australie. Après la capitulation Vian remplace Rawling à le tête d'une flotte anglaise réduite. Il retourne ensuite en Angleterre avec l'Implacable.

## Après la guerre
Après quatorze années de commandement à la mer il est affecté à terre en tant que cinquième lord de l'Amirauté chargé des opérations aéronavales. Il assure le commandement de la Home Fleet pendant deux ans avant de prendre sa retraite en 1951.
Il publie un livre retraçant les deux guerres qu'il a vécues (1re et 2e Guerres mondiales) : Action this day traduit en français par Action immédiate (voir les références ci-dessous).
Il meurt le 27 mais 1968 à Ashford Hill.